# El final de todo
El final de todo (título original en inglés How It Ends) es una película de género postapocalíptico estadounidense estrenada en el año 2018 en la plataforma Netflix, dirigida por David M. Rosenthal y protagonizada por Theo James, Forest Whitaker, Grace Dove, Kat Graham y Mark O'Brien.

## Argumento
Will y Samantha (Sam) son una pareja joven que está esperando su primer hijo. Will vuela desde Seattle para visitar a los padres de Sam en Chicago, con la intención de pedir permiso para casarse con Sam de Tom, su padre desaprobador. En la cena, Will y Tom discuten y Will no menciona el embarazo. 
Al día siguiente, Sam llama a Will antes de regresar a su vuelo. Hay un sonido misterioso y Samantha, asustada, dice: "Algo está mal", antes de que la llamada se desconecte y Will no pueda devolverle la llamada. En el aeropuerto, todos los vuelos son cancelados. Durante un informe de noticias de televisión anuncian que hay informes preliminares sobre un evento sísmico en la costa oeste de los Estados Unidos que ha interrumpido la energía eléctrica y las telecomunicaciones, y que también se interrumpieron las líneas de electricidad y telefónicas en Chicago. Will regresa a la casa de los padres de Sam, donde Tom y Will acuerdan conducir juntos a Seattle para encontrar a Sam. 
En medio del tráfico intenso, Will y Tom descubren que los soldados han cerrado la carretera interestatal por razones de seguridad. Tom logra convencerlos de que dejen pasar su auto. Esa noche, son detenidos por lo que parece ser una patrulla de la policía, pero en realidad es un convicto fugado con una escopeta. El consiguiente tiroteo resulta en un accidente que fractura las costillas de Tom. Tom noquea al convicto y usan al patrullero de la policía para remolcar su auto dañado a una reserva cercana. 
En la reserva, Tom encuentra a una mecánica, Ricki, que arregla el auto y acepta viajar con ellos en caso de que su auto se averíe nuevamente. El trío parte, asegurándose de reabastecerse de provisiones en cuanto puedan, primero en un pequeño pueblo reacio a ayudar a los forasteros y nuevamente en un parque temático abandonado. En un momento dado, los ladrones los sostienen a los tres a punta de pistola y les roban sus reservas de gasolina. Al darse cuenta de que sin combustible están condenados, Will persigue y finalmente alcanza al auto que huye. Ricki dispara a los neumáticos del otro auto, causando que el vehículo de los ladrones se voltee. Con el tanque de gasolina del vehículo volcado y el fuego circundante, apenas tienen tiempo suficiente para recuperar su gasolina antes de que el coche explote, lo que provoca la muerte de los ladrones. Más tarde esa noche, molesta por las consecuencias de sus acciones, Ricki deja a Tom y Will. 
Al día siguiente, el pulmón de Tom se colapsa impidiéndole respirar. Will realiza una toracotomía con una aguja para ayudarlo. Sintiendo que Tom morirá sin ayuda médica, los dos se unen y Will finalmente siente que Tom aprueba su relación con Sam. En un puente, se encuentran con una pandilla de hombres armados en motocicletas. Los dos trabajan juntos para evadir a la pandilla, pero Tom sucumbe a sus heridas y muere. El coche se descompone y Will continúa el viaje a pie. 
Una familia recoge a Will y él los lleva a la casa vacía de su padre en Idaho, donde descansan todos. Will llega a un acuerdo con la familia para tomar su vehículo de tracción en cuatro ruedas a cambio de que se queden en la casa bien surtida de su padre hasta que estén listos para ir al norte, donde escuchan que la situación es mejor. Cuando se acerca a Seattle, Will ve que la ciudad está casi completamente destruida. Finalmente, al llegar al apartamento devastado de Sam, Will ve una nota dejada por Sam con una dirección a una cabaña. 
En la cabaña, Will encuentra a Sam con un vecino del edificio de apartamentos, Jeremiah. Convencido de que el desastre no es natural sino el resultado de un ataque elaborado, Jeremiah revela una profunda paranoia. A la mañana siguiente, Jeremiah intenta matar a Will, habiéndose enamorado de Sam. Will le dispara mientras se gira para disparar su pistola. Poco después, un terremoto provoca una gran erupción, causando un flujo piroclástico. Will y Sam se alejan de la nube que todo lo envuelve y apenas se quedan por delante, pero logran alejarse de ella a medida que se desploma. La pareja proclama su amor mutuo, independientemente de lo que suceda a continuación, ya que ellos también se dirigen hacia el norte.

## Reparto principal
- Theo James como William «Will» Younger.
- Forest Whitaker como Thomas «Tom» Sutherland.
- Kat Graham como Samantha «Sam» Sutherland.
- Grace Dove como Ricki.
- Nicole Ari Parker como Paula Sutherland.
- Mark O'Brien como Jeremiah.
- Kerry Bishé como Meg.
- Eric Keenleyside como el comisario Reynolds.

## Recepción
How it ends fue recibida negativamente por la crítica.
En el sitio web especializado Rotten Tomatoes cuenta con un índice de aprobación del 21%, basado en 14 reseñas, con un rating promedio de 2.9 sobre 10.
En el sitio web Metacritic la cinta tiene un puntaje de 36 sobre 100, indicando críticas generalmente negativas.